# Паспорт транспортного средства
Паспорт транспортного средства (ПТС) — документ, содержащий сведения об основных технических характеристиках транспортного средства, идентификационные данные основных агрегатов, сведения о собственнике, постановке на учёт и снятии с учёта.

## ПТС
В ПТС, как правило, указываются идентификационный номер (VIN), марка, модель, наименование и категория транспортного средства (согласно «Конвенции о дорожном движении» от 08.11.1968 г., принят Конференцией ООН по дорожному движению, г. Вена), год изготовления, модель и номер двигателя, номера шасси и кузова, цвет кузова, мощность и рабочий объём и тип двигателя, разрешённая максимальная масса, масса без нагрузки, а также сведения об изготовителе, страна вывоза и таможенные ограничения. 
Паспорт транспортного средства, изготовленного в Российской Федерации выпускается заводом-изготовителем транспортного средства, а для транспортных средств, ввезенных из-за рубежа - таможенными органами. На руки владельцу транспортного средства паспорт выдается таможенными органами — в месте осуществления таможенного оформления, фирмой-продавцом (представителем завода-изготовителя) — при первой продаже транспортного средства и, в случаях, когда требуется выдача дубликата ПТС, — территориальными органами ГИБДД — по месту постановки транспортного средства на учёт.

## ЭПТС
В 2014 году странами ЕАЭС было заключено соглашение о внедрении вместо национальных ПТС единого электронного паспорта технического средства (ЭПТС). Первоначально планировалось начать выдачу ЭПТС с 1 июля 2016 года с одновременным прекращением выдачи бумажного ПТС к 1 января 2017 г., при этом была начата по мере возможности и выдача ЭПТС при первичном оформлении. Но в силу не подготовленности инфраструктуры стран ЕАЭС к такому переходу, было решено отложить прекращение оформления и выдачи бумажного ПТС до 1 июля 2018 г. В дальнейшем этот срок был продлён до 1 ноября 2019 г.. Вследствие неподготовленности ряда стран ЕАЭС к полному переходу на ЭПТС, в октябре 2019 года срок перехода был в очередной раз продлён до 1 ноября 2020 года, срок перехода на электронный паспорт самоходных машин — до 1 ноября 2021 года.
На производимые на территории России транспортные средства оформление бумажных ПТС было прекращено с 1 ноября 2019 года, производителями на новые транспортные средства оформляется только электронные ПТС. На конец марта 2020 года из стран ЕАЭС: в России было оформлено около 570 000 ЭПТС, в Беларуси — около 10.
Выданные ранее бумажные ПТС остаются в силе, но могут быть переоформлены на ЭПТС добровольно самим владельцем ТС. В случае оформления ЭПТС на ТС, бумажный ПТС не выдаётся. Также потребуется оформление ЭПТС при самостоятельном импорте ТС и при утере или порче бумажного ПТС.
В России базы данных ЭПТС хранятся в АО «Электронный паспорт», связанном с «Ростехом». Электронный паспорт технического средства представляет собой данные о транспортном средстве хранимые в базе данных сайта данной организации и привязанные к 15-значному числу. При необходимости собственник ТС может распечатать выписку с сайта для информационных целей, выписка не является документом и не заменяет ПТС или ЭПТС. Доступ к данным ЭПТС с января 2020 года возможен при авторизации через портал «Госуслуг», либо по электронному ключу с усиленной квалифицированной подписью (систем «КриптоПро», «Сигнал-КОМ»).
По состоянию на июль 2020 года остаётся не урегулированным требование законодательства (КоАП), согласно которому запрещено управление ТС без наличия оригинала регистрационных документов, к которым относится ПТС, при этом ЭПТС по определению не может выдаваться на руки, а выписка с сайта не является документом (тем более оригиналом) и не имеет юридической силы. Следует учесть и то, что онлайн доступ в некоторых местностях может быть невозможен.

## Техпаспорт
В СССР паспорт транспортного средства назывался технический паспорт (техпаспорт). ПТС был введён в России взамен техпаспорта в 1993 году.
Технический паспорт мотоцикла, мотороллера, СССР, 1970-е — 1980-е годы